# Baldo Baldi
Baldo Baldi (Liorna, Toscana, 19 de febrer de 1888 - Liorna, 21 de desembre de 1961) va ser un tirador d'esgrima italià que va competir a començament del segle xx.
El 1920 va prendre part en els Jocs Olímpics d'Anvers, on va disputar tres proves del programa d'esgrima. Guanyà la medalla d'or en les competicions de floret i sabre per equips, mentre en la de sabre individual fou fotzè.